# سایمن ۲۰۲
سایمن ۲۰۲ (به انگلیسی: SAIMAN_202) یک هواگرد ملخ‌پیشین تک‌موتوره از نوع دو سرنشینه تک باله ساخت شرکت Società Industrie Meccaniche Aeronautiche Navali است. هواگرد سایمن ۲۰۲ نخستین پروازش را در ۱۹۳۸ میلادی انجام داد. این هواگرد در سال ۱۹۳۹ میلادی رسماً معرفی گردید. در مجموع، تعداد ۳۹۰ فروند از این هواگرد ساخته شده‌است.
طراح این هواگرد، Mario Bottino بود.